# Chikkoppa K.M., Parasgad
Chikkoppa K.M. là một làng thuộc tehsil Parasgad, huyện Belgaum, bang Karnataka, Ấn Độ.